# Mientras Nueva York duerme
Mientras Nueva York duerme (While the City Sleeps) es una película de 1956 dirigida por Fritz Lang. 
El drama está basado en un cuento de Charles Einstein. El filme narra dos historias paralelas: la de un asesino en serie y la competición por el puesto de un editor en un periódico.